# Gottfried Benn
Gottfried Benn (Mansfeld, 2 maggio 1886 – Berlino, 7 luglio 1956) è stato un poeta, scrittore e medico tedesco.

## Biografia
Figlio di un pastore protestante, Gottfried Benn, abbandonò presto lo studio della teologia per dedicarsi alla medicina presso l'accademia militare di Berlino dove si laureò nel 1910. Esordì nella letteratura pubblicando nel 1912 la raccolta di poesie espressioniste Morgue e altre poesie, ambientata prevalentemente nei padiglioni di un ospedale e fitta di immagini macabre e mortuarie. L'opera destò un certo scandalo e proiettò Benn negli ambienti letterari della Berlino degli anni dieci. Il dottor Benn entrò in contatto con gli artisti del gruppo Die Brücke ed iniziò un'avventura sentimentale con la poetessa ebrea Else Lasker-Schüler.
Durante la prima guerra mondiale Benn prosegue la sua professione di medico come sifilopatologo prestando servizio nell'esercito tedesco di occupazione in Belgio. Nel 1916 pubblica il racconto lungo Cervelli (Gehirne) seguito poi da Le novelle di Rönne. Opera fortemente autobiografica, dove le giornate di un medico dell'esercito vengono descritte attraverso un flusso di immagini pregne di regressione onirica e simbolismo. Terminato il conflitto Benn si ritrasferisce di nuovo a Berlino dove apre uno studio privato sulla Hermannstraße.
Nel dopoguerra, ostile alla Repubblica di Weimar, fece parte del movimento culturale della rivoluzione conservatrice e poi simpatizzò per l'emergente movimento nazista. Nel febbraio del 1933 viene chiamato dai gerarchi nazisti a dirigere la sezione di poesia dell'Accademia di Prussia, dalla quale erano stati espulsi o si erano volontariamente allontanati poeti e intellettuali ostili al nuovo regime. Durante questi anni Benn scrive alcuni saggi e articoli, raccolti poi nel volume Die neue Staat und die Intellektuellen (1932), dalla quale si avverte una forte fascinazione estetizzante per il nazionalsocialismo, salutato come forza storica nuova, potente, nata da istanze dionisiache e assertrice del culto della forma. Concetti ripetuti ancora in una serie di saggi raccolti poi nel libro Kunst und Macht (1935).
Ma la luna di miele fra Benn e i gerarchi ha vita breve. I nazisti mettono gli occhi sui suoi scritti giovanili e sulle sue affinità poetiche col movimento espressionista che Goebbels e compagni bollano come «arte degenerata» e lo bandiscono. In giugno Hans Friedrich Blunck lo sostituisce alla direzione dell'Accademia e Benn prende le distanze dal nazismo. Il 27 agosto 1934 ne scrive alla poetessa Ina Seidel: «Il tutto mi comincia ad apparire come una sceneggiata che annuncia sempre il Faust ma la troupe è appena sufficiente per un'operetta. Con quali toni grandiosi ha esordito e come appare schifoso oggi!». Benn, profondamente amareggiato, scompare dalla scena pubblica e si ritira ad Hannover.
All'amico Friedrich Oelze scrive il 18 novembre di voler tornare a far parte dell'Esercito: «la Reichswehr è la forma aristocratica di emigrazione». Nel 1937 è attaccato da Wolfgang Willrich, ufficiale delle SS, nel libro Säuberung des Kunsttempels (Pulizia del tempio dell'arte) ma Benn è difeso da Heinrich Himmler: tuttavia, nel 1938, la Reichsschrifttumskammer, l'Associazione degli scrittori, proibisce a Benn la pubblicazione dei suoi libri.

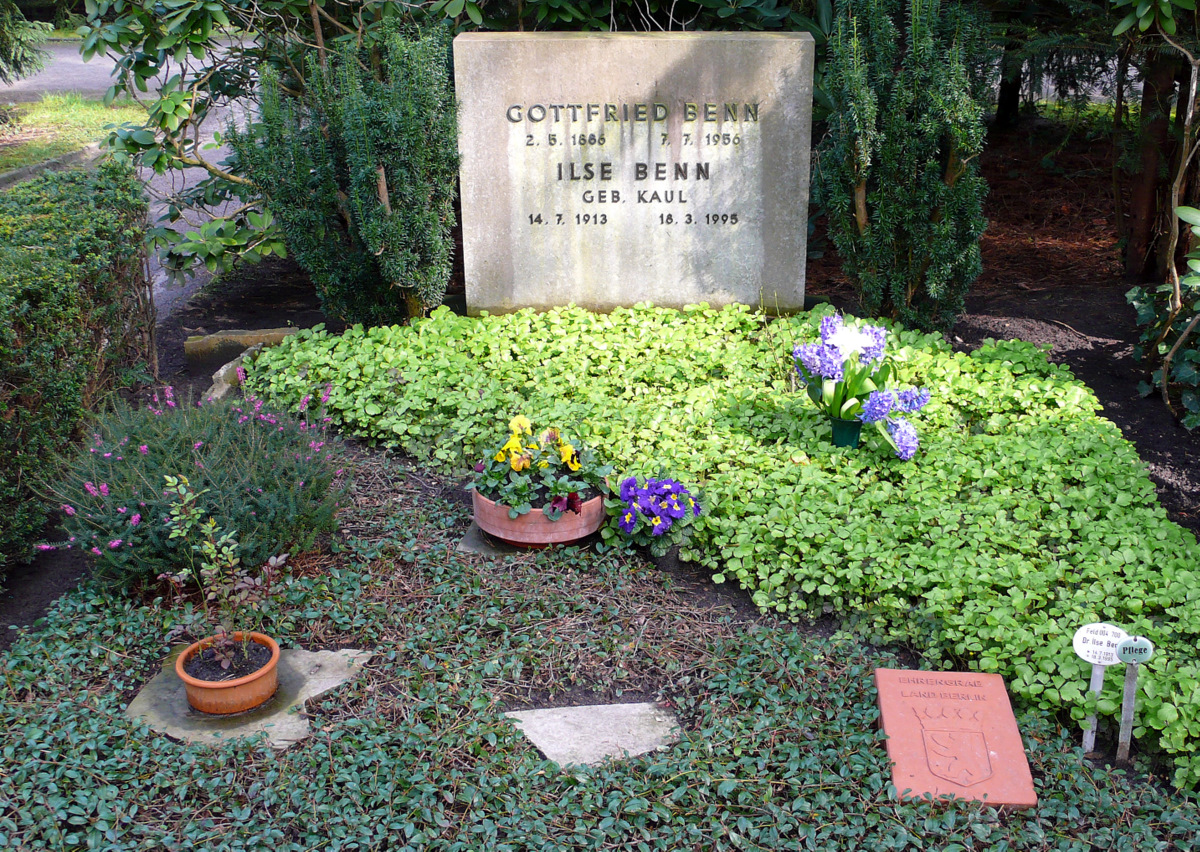
La tomba di Benn

Finita la guerra, nel 1951 ottiene il Premio Georg Büchner.
Muore a Berlino Ovest nel 1956 e viene sepolto nel cimitero forestale di Dahlem.

## Contestualizzazione
A quattro anni dalla morte l'editore Zanichelli pubblica il libro Un sacerdote dell'Assoluto: Gottfried Benn. Recensito sulla rivista Il mulino vi è scritto che la vita letteraria di Gottfried Benn «comprende quattro periodi: il primo dal 1912 al 1922 si può definire espressionistico; il secondo, dal 1922 al 1934, nichilistico; il terzo, dal 1934 al 1946, è quello del silenzio; e il quarto infine, dal 1946 al 1956, (...), segna il momento più alto della sua esperienza poetica, (...)».

## Opere
- Morgue und andere Gedichte, 1912
- Fleisch, 1917
- Die Gesammelten Schriften, 1922
- Schutt, 1924
- Betäubung, 1925
- Spaltung, 1925
- Nach dem Nihilismus, Berlin, 1932
- Der Neue Staat und die Intellektuellen, 1933
- Kunst und Macht, 1935
- Statische Gedichte, 1948
- Ptolemäer, 1949
- Ausdruckswelt. Essays und Aphorismen, 1949
- Trunkene Flut. Ausgewählte Gedichte, 1949
- Roman des Phänotyp, 1949
- Doppelleben, 1950
- Fragmente. Neue Gedichte, 1951
- Probleme der Lyrik, 1951
- Essays, 1951
- Die Stimme hinter dem Vorhang, 1952
- Destillationen. Neue Gedichte, 1953
- Aprèslude, 1955
- Primäre Tage. Gedichte und Fragmente aus dem Nachlaß, 1958

### Traduzioni italiane
- Poesie, introduzione e traduzione di Leone Traverso, Vallecchi, Firenze 1954
- Aprèslude, a cura di Ferruccio Masini, All'insegna del pesce d'oro, Milano, 1963; poi Einaudi, Torino, 1966
- Saggi, traduzione di Luciano Zagari, introduzione di Hans Egon Holthusen, Garzanti, Milano, 1963
- Doppia vita : autobiografia, Trad. M. Gregorio, E. Bonfatti. Sugar, Milano, 1967
- Morgue, introduzione e traduzione di Ferruccio Masini, Einaudi, Torino, 1971
- Gottfried Benn, tradotto da Sergio Solmi, Scheiwiller, Milano, 1972
- Poesie statiche, introduzione e traduzione di Giuliano Baioni, Einaudi, Torino, 1972
- Romanzo del fenotipo; Il tolemaico, a cura di Luciano Zagari, Einaudi, Torino, 1973
- Giorni primari, a cura di Anna Maria Carpi, Il Saggiatore, Milano, 1981
- Cervelli, a cura di Maria Fancelli; con un saggio di Roberto Calasso, Adelphi, Milano, 1986
- Pietra verso flauto, a cura di Gilberto Forti, Adelphi, Milano, 1990 ISBN 88-459-0767-8
- Lo smalto sul nulla, a cura di Luciano Zagari, Adelphi, Milano, 1992
- Doppia vita, a cura di Elena Agazzi, Guanda, Parma, 1994
- Romanzo del fenotipo, traduzione di Amelia Valtolina, Adelphi, Milano, 1998 (contiene anche: Osteria Wolf, Il tolemaico, Il pensatore radar)
- Frammenti e distillazioni, a cura di Anna Maria Carpi, Einaudi, Torino, 2004
- Flutto Ebbro, a cura di Anna Maria Carpi, Guanda, Parma, 2006
- Lettere a Oelze, 1932-1945, traduzione di Giancarlo Russo e Amelia Valtolina, Adelphi, Milano, 2006
- Poesie, a cura di Giuseppe Bevilacqua, Il ponte del sale, Rovigo, 2008
- Astrazione e violenza. Gottfried Benn e l'espressionismo, Ferruccio Masini, Vittorietti, Palermo 1978
- Gottfried Benn e il mito del nichilismo, Ferruccio Masini,  Marsilio, Padova 1978
- La letteratura del Terzo Reich, Marino Freschi, Editori Riuniti, Roma 1997 ISBN 88-359-4190-3
- Gottfried Benn. Un poeta della tarda modernità, Luciano Zagari, Ets, Firenze 1997
- Il palinsesto invisibile. La poesia di Gottfried Benn in Italia, Vincenza Scuderi, Bonanno, Catania 2006 ISBN 88-779-6299-2
- Le vite in versi. Figure di artisti e scienziati nella lirica tedesca moderna (Benn, Enzensberger, Heiner Müller), Paola Quadrelli, Aracne, Roma 2008
- La Musa estranea. Gottfried Benn (1913-1945), Nadia Centorbi, Artemide, Roma 2009
- Il punto cieco. Benn, Walser, Melville, Dick, Lubitz. Letteratura e altri abissi, Antonino Trizzino, Jimenez, Roma 2020
- Invecchiare come problema per artisti, traduzione di Luciano Zagari, Microgrammi 12 Adelphi, Milano 2021 ISBN 978-88-459-3603-6
- Doppia Vita, traduzione di Amelia Valtolina, Adelphi, Milano, 2021